# DC-Universum
Das DC-Universum (häufig DCU abgekürzt) ist das fiktive Universum, das die Gesamtheit aller in den Serien des US-amerikanischen Comic-Verlages DC Comics auftauchenden Charaktere, Orte, Städte, Planeten, Organisationen, Unternehmen, Technologien etc. beinhaltet. Die Comics um die beiden großen DC-Helden Batman und Superman umfassen mehrere Serien, weswegen im Rahmen dieser Reihen auch vom Batman-Universum bzw. Superman-Universum gesprochen wird.
Des Weiteren wird die Bezeichnung DC-Universum abgrenzend zum – bis Mitte der 1980er-Jahre in den DC-Comics bestehenden und während der Infinite Crisis wiedergeborenen – Multiversum verwendet. Die Bezeichnung DC-Universum ist auch analog zu Begriffen wie Marvel-Universum gebräuchlich.

## Beschreibung
Das DC-Universum unterliegt denselben Naturgesetzen wie unser reales Universum. Im DC-Universum gibt es jedoch auch Übernatürliches und Paranormales. So gibt es im DC-Universum diverse Personen mit Superkräften und Personen, die der Magie mächtig sind. Auch außerirdische, intelligente Lebensformen und Rassen sind im DC-Universum belegt, jedoch ist dies nicht allen Menschen auf der Erde bekannt. Die Technologien im DC-Universum sind auf der gleichen Stufe wie in der Realität, jedoch mit teilweise sehr großen Schwankungen in Bereichen, die der Science Fiction zuzuordnen sind. Als Beispiel dafür sind Kampfroboter und tragbare Laserwaffen zu sehen.
Das DC-Universum basiert grob auf dem Tagesgeschehen der Realität. Es gibt jedoch einige Länder, welche in der Realität nicht vorhanden sind, und einige weitere politische Fakten stimmen nicht überein, was jedoch im Normalfall, über längere Zeit gesehen, keine großen Unterschiede zu den politischen Geschehnissen der Realität macht.
Analog dazu gibt es auch die Universen anderer Comic-Verlage, zum Beispiel das Marvel-Universum der Marvel Comics und das Image-Universum der Image Comics. Manchmal werden jedoch auch Wechselwirkungen (Crossover) zwischen den Welten der verschiedenen Verlage zugelassen, ein Beispiel hierfür ist das Amalgam-Universum der Amalgam Comics, welches eine Kooperation von DC und Marvel war.
Das DC-Universum ist jedoch wegen seines Multiversums im Vergleich beispielsweise zum Marvel-Universum besonders komplex: Im früheren Multiversum existierten verschiedene parallele Universen (die jedoch alle zum DC-Universum gehörten). Dies äußerte sich beispielsweise darin, dass es verschiedene Versionen der Erde gab. Auf diesen Erden lebten teilweise verschiedene Versionen desselben DC-Charakters, die sich in Details wie zum Beispiel dem Charakterhintergrund unterschieden. Es gab auch eine Version der Erde („Erde-3“), in der alle Charaktereigenschaften genau vertauscht waren. Eigentliche Superhelden waren dort „böse“ und ursprüngliche Superschurken „gut“. Auch gab es eine Erde, auf der (fast) alle DC-Helden nur Comicfiguren waren, die Erde-Prime. Die Besonderheiten der verschiedenen parallelen Universen waren jedoch für neue Leser beziehungsweise DC-Laien so verwirrend, dass die Verkaufszahlen mit der Zeit stark darunter litten. Deshalb wurde das Multiversum Mitte der 1980er-Jahre mit den Ereignissen in der Miniserie Krise der Parallelerden (im englischen Original: Crisis on Infinite Earths) zu einem einzigen Universum zusammengefasst.
Zu den wohl bekanntesten Superhelden im DC-Universum zählen: Batman, Superman, die Grüne Laterne (im englischen Original: Green Lantern), The Flash und Wonder Woman.
Neben den Helden gehören auch die Superschurken wie Lex Luthor oder der Joker zum DC-Universum, aber auch Begleitfiguren wie Lois Lane, Jimmy Olsen und Alfred Pennyworth sind ein- und seit Jahrzehnten immer weiter ausgebaut worden. Einige Begleitfiguren traten sogar in eigenen Comicserien auf.
Des Weiteren gehören Städte wie Metropolis und Gotham City oder Planeten wie Krypton oder Oa zum DC-Universum, aber auch Organisationen wie das Projekt Cadmus oder Gruppierungen wie die Gerechtigkeitsliga.

## Orte
Mit Ausnahme der Planeten Erde und Mars sind sämtliche Orte fiktiv.

### Planeten
- Apokolips: Apokolips ist die Heimat des tyrannischen Herrschers Darkseid und gleichzeitig die Hauptwelt von dessen Reich. Der Planet ist verschmutzt, verseucht und komplett mit Städten überbaut. Immer wieder werden giftige Gas- und Feuersalven von der Oberfläche des Planeten in den Weltraum geschossen.

- Colu: Colu ist ein steriler Planet, der von einer Rasse menschenähnlicher, grünhäutiger Wesen, den sogenannten Coluanern (englisch Coluans), bewohnt wird. Der Planet ist eine Randwelt des DC-Universums in der Nähe der Magellanschen Wolke. Die Coluaner werden in den meisten Comics als eine hochintelligente Spezies (ihnen wird die klangvolle „Level 8“-Intelligenz zugeschrieben) beschrieben, die von einer Herrscherkaste künstlicher Lebewesen, die sich selbst als Computer Tyrants bezeichnet, regiert wird. In den alten DC-Comics von vor 1986 wird Colu erstmals in dem Heft US-Superman #167 vom Februar 1964 (Autor: Edmond Hamilton, Zeichner: Curt Swan) vorgestellt. In diesem Heft schicken die Computertyrannen den von ihnen angefertigten Androiden Brainiac – der später zu Supermans Erzfeind wird – auf eine Reise ins All, um zukünftige Eroberungsziele auszukundschaften. Der junge Coluaner Vril Dox (der eine „Level 12“-Intelligenz besitzt), der Brainiac begleitet, kehrt später zurück, zettelt eine Rebellion gegen die Tyrannen an und befreit den Planeten. In den „neuen“ DC-Comics nach 1986 ist Brainiac kein Android, den die Tyrannen erbaut haben, sondern das Bewusstsein eines rebellischen Wissenschaftlers namens Vril Dox, den die Tyrannen hinrichten lassen und dessen Bewusstsein danach irgendwie zur Erde gelangt, wo es sich in wechselnde Wirtskörper einnistet. Die Rebellion gegen die Tyrannen wird hier nicht von Vril Dox, sondern von seinem Klon und Laborassistenten Vril Dox II angezettelt. Die besiegten Tyrannen laden sich selbst auf den Datenspeicher einen Roboterkörper herunter und fliehen. Als „Pulsar Stargrave“ treten sie in späteren Geschichten auf. Die neu gewonnene Freiheit des Planeten wird zeitweise durch Brainiac, der Colu erobert, gestört, später jedoch durch Superman und Vril Dox II und die von ihm geführte L.E.G.I.O.N. wiederhergestellt. In den Geschichten der Serie Legion, die im 30. Jahrhundert spielt, ist Colu die Heimat des gutmütigen jugendlichen Genies Brainiac 5, einem Mitglied der Legion. Zu den Besonderheiten des Planeten zählen neben der immensen Intelligenz seiner Bewohner, dass er zu genau 50 % in Wasser- und 50 % Landflächen geteilt ist und dass die Colunaner die Landflächen möglichst effektiv ausnutzen, indem sie mit Hilfe von Schrumpftechnologie sich selbst sowie Bauwerke und Ähnliches verkleinern, um möglichst viele Dinge auf möglichst kleinem Raum platzieren zu können („Bottled Planet of Colu“).

- Czarnia: Czarnia (gesprochen: „Sarnia“) ist ein Planet im DC-Universum, der in den Comics über den psychotischen Kopfgeldjäger Lobo eine wichtige Rolle spielt. Der Planet wird erstmals in der Miniserie Lobo: The Last Czarnian von 1989 vorgestellt. Dort wird er dem Leser als eine utopische Welt mit paradiesischen Landschaften beschrieben, deren Bevölkerung, die weißlich-silberhäutigen Czarnianer (englisch Czarnians), in politischem Frieden und sozialer Eintracht miteinander leben, bis ein Kind namens Lobo geboren wird. Lobo macht seine Heimat, der Krieg, Gewalt und soziale Spannungen bisher völlig fremd waren, zunächst einige Jahre lang für seine Mitmenschen zur Hölle. Später beschließt er, Kopfgeldjäger zu werden. Bevor er Czarnia verlässt, entvölkert er noch seinen Heimatplaneten, weil dies in seinen Augen die einzige Möglichkeit ist, um so einzigartig zu werden, wie er es sich wünscht. Er vollbringt das Kunststück, zum letzten Czanianer zu werden, schließlich, indem er eine von ihm selbst gezüchtete, stechmückenähnliche Insektenart benutzt, um ein durch Stiche übertragbares tödliches Virus auf dem ganzen Planeten zu verbreiten. Infolgedessen stirbt jeder, der gestochen wird, eines grausamen, langsamen Todes – mit Ausnahme von Lobo selbst, der sich ein Gegenmittel injiziert hat. Am Ende überleben nur Lobo und seine Grundschullehrerin Mrs. Tribb, die er bei einer späteren Gelegenheit ermordet.

- Daxam: Daxam ist ein futuristischer Planet, der vor allem in den Comicserien Legion of Super-Heroes, L.E.G.I.O.N. und Valor eine wichtige Rolle spielt. Daxam wird von einer Rasse bewohnt, die sich selbst als Daxamiter (englisch Daxams) bezeichnet. Die Daxamiter sind den Legion-Comics zufolge die Nachkommen einer Gruppe von Kolonisten vom Planeten Krypton, die ihre alte Heimat vor Jahrhunderten verließen, um eine neue Siedlung auf Daxam zu errichten. Anders als das inzwischen untergegangene Krypton besteht Daxam in den DC-Comics noch immer. Unter den Strahlen ihrer eigenen, roten Sonne (die Valor heißt), besitzen die Daxamiter dieselben physischen Eigenschaften wie Menschen, denen sie auch optisch zum Verwechseln ähnlich sehen. Unter den Strahlen einer gelben Sonne entwickeln die Daxamier, deren Zellen das gelbe Sonnenlicht wie Solarbatterien speichern und verwerten können, jedoch dieselben gewaltigen Kräfte wie Superman (Fliegen, Superstärke, -geschwindigkeit, -ausdauer, Hitzeblick, Unverwundbarkeit usw.), der von ihrem untergegangenen Schwesterplaneten stammt. Die Daxamiter werden in den meisten DC-Comics als eine sehr heimatverbundene Rasse dargestellt, von der sich nur wenige Vertreter von ihrem Planeten weg in die Weiten des Weltalls wagen. Zu diesen zählen der Legion-Held Mon El (auch Valor genannt), die Weltraumamazone Julia und die Green Lantern Sodam Yat. Gegenüber Besuchern von anderen Planeten benehmen sich die Daxamiter auf Daxam, die in ständiger Angst einer Invasion leben, meist sehr fremdenfeindlich. Die Daxamiter in ihrer Gesamtheit sind in verschiedenen Geschichten u. a. in Kämpfe mit den Dominatoren (Invasion!), dem Zerstörer Imperiex (Our Worlds at War) und dem Despoten Darkseid (The Great Darkness Saga), der zeitweise das gesamte Volk in seinen mentalen Bann zieht und so zu seinen Kriegssklaven macht, verwickelt. Aufgrund einer genetischen Manipulation, die der sogenannte Eradicator den Ur-Daxamitern einpflanzte, als sie Krypton verließen, besitzen die Daxamiter eine ausgeprägte Schwäche gegen das Metall Blei, das auf sie in ähnlicher Weise wirkt, wie Kryptonit auf Superman – das heißt zunächst durch Verstrahlung/Berührung schwächend, bei längerer Ausgesetztheit tödlich. Einigen Geschichten zufolge wird Daxam in der Zukunft von den Bewohnern des Planeten Throm angegriffen und mit Hilfe von einer massenweisen Bleivergiftung entvölkert werden.

- Erde: Der dritte Planet des Sonnensystems. Auf ihm spielen die meisten Geschichten des DC-Universums. Er ist Schauplatz der Abenteuer von Superhelden wie Batman, Superman und Flash, von Western-Figuren wie Jonah Hex und Bat-Lash, von Horror-Charakteren wie Swamp Thing, von Kriminalhelden wie Slam Bradley, Mystery-Charakteren wie Doctor Occult und von vielen mehr.

- Korugar: Korugar ist ein Planet, der erstmals in US-Green Lantern #7 von Juli/August 1961 vorgestellt wird (Autor: John Broome, Zeichner: Gil Kane). Die Bewohner des Planeten, Koruganer, sind menschenähnliche Wesen mit magentafarbener Haut. Zu den häufiger auftretenden Bewohnern zählen Sinestro, Katma Tui und Soranik Natu, die in verschiedenen Geschichten jeweils nacheinander als Green Lantern, das heißt als eine Art Weltraumpolizisten, über Korugar wachen. Zudem sind sie für den gesamten Rest des Weltraum-Sektors 1417, in dem sich Korugar befindet, zuständig. Sinestro missbraucht seine Macht schließlich, um Korugar eine Zeit lang als Diktator zu beherrschen, bevor er von einer Widerstandsbewegung um eine Frau namens Katma Tui und von anderen Green Lanterns gestürzt wird. Die Wächter des Universums, die Führer des Green Lantern Corps, machen Katma Tui danach anstelle Sinestros zur neuen Green Lantern von Korugar.

- Krypton: Krypton ist der Herkunftsplanet von Superman und Supergirl.

- Maltus: Herkunftsplanet der Wächter des Universums.

- Mars: Der vierte Planet im Sonnensystem und die ursprüngliche Heimat von J'onn J'onzz, dem Martian Manhunter, der zu den grünen Marsianern gehört. Daneben gab es aber auch weiße Marsianer. J'onn J'onzz wird kurz vor der Entvölkerung des Mars durch eine Seuche unabsichtlich auf die Erde teleportiert. Nach dem Tod seiner gesamten Rasse wählt er die Erde als seine neue Heimat.

- Mogo: Mogo ist der einzige Planet im DC-Universum, der zugleich eine Green Lantern ist. Er ist ein wichtiger Rückzugspunkt für alle restlichen Green Lanterns des Corps, da er den Lanterns, mit Hilfe von mentalen Fähigkeiten und Visionen, zu Regeneration und Beruhigung verhelfen kann. Er wurde in Ausgabe 188 des zweiten Green-Lantern-Jahrgangs eingeführt (US-Veröffentlichung im Mai 1985).

- New Genesis: New Genesis ist der Heimatplanet der New Gods, geführt vom Highfather. Als dieser stirbt wird die Welt von Takion Lightray weitergeführt. Zu dessen Bewohnern zählen u. a.: Miracle Man, alias Scott Free (Entfesselungskünstler, Sohn des Highfathers und Ehemann von Big Barda), Big Barda (ehemalige Anführerin der Female Furies von Apokolips) Orion (Sohn des Darkseid). Miracle Man wurde in seiner Kindheit im Austausch mit Orion nach Apokolips geschickt, um dort zu leben, während Orion nach New Genesis gesandt wurde. Dieser Austausch sollte dem Frieden zwischen den verfeindeten Planeten dienen. Als Scott Free auf Big Barda traf, verliebten sie sich ineinander und zusammen flohen sie nach New Genesis. Orion blieb allerdings auch auf New Genesis und kämpfte durch den guten Einfluss des Highfathers als einer der New Gods unerbittlich gegen seinen Vater Darkseid. In der Storyline Final Crisis sterben alle New Gods von New Genesis, als auch auf Apokolips, um auf der Erde in menschlichen Körpern wiedergeboren zu werden. Dort übernimmt Darkseid mit Hilfe der „Anti-Lebens-Formel“ während der Final Crisis die Herrschaft über die Erde.

- Oa: Oa ist ein Planet, der sich im Mittelpunkt des DC-Universums befindet. Den DC-Comics zufolge wird der Planet „seit dem Anbeginn der Zeit“ von den sogenannten Wächtern des Universums bewohnt. Von ihrer Zitadelle auf Oa versuchen die Wächter, eine Rasse blauhäutiger kleinwüchsiger, etwa einen Meter großer Wesen mit Hilfe ihrer galaktischen Polizeitruppe, dem sogenannten Green Lantern Corps, die Entwicklung des Universums hin zum „Guten“ zu beeinflussen. Während die hochintelligenten Wächter über eher mentale Fähigkeiten verfügen, sind die einzelnen Green Lanterns mit Energieringen ausgestattet, die es ihnen ermöglichen, energetische Strahlen abzufeuern und Gebilde zu formen. Die Energie für ihre Ringe beziehen sie aus der sogenannten Zentralbatterie, einer riesigen Energiequelle auf Oas Oberfläche, die aussieht wie eine gigantische grüne Laterne. Die Stadt der Wächter umfasst, neben der Zentralbatterie, eine Versammlungshalle, eine Erinnerungshalle zum Andenken an tote Green Lanterns, Wohnquartiere, Verwahrungseinrichtungen für gefährliche „Schurken“, eine Bibliothek und Trainingseinrichtungen. Außerhalb der Stadt der Wächter ist Oa eine verödete, leblose Wüstenlandschaft. Nachdem der Planet erst entvölkert (US-Green Lantern #50, 1994) und später zerstört wird (US-Green Lantern #0) wird Oa später zunächst wieder zusammengefügt (US-Legacy: The Last Will and Testament of Hal Jordan), bevor endlich auch die totgeglaubten Wächter durch das gottgleiche Wesen Ion zu neuem Leben erweckt werden. Der Stern von Oa heißt Sto-Oa („Licht von Oa“).

- Rann: Rann ist ein futuristischer Planet, auf dem die Geschichten um den Weltraumhelden Adam Strange spielen. Der Planet wurde erstmals in dem Comicheft US-Showcase #17 von November/Dezember 1958 vorgestellt. Er wird in den meisten Geschichten als eine Mischung aus Paradieswelt und futuristischer Technologie (Raketenrucksäcke, fliegende Autos) dargestellt. Die Bewohner, die Rannianer (Rannians), erscheinen meist als eine menschenähnliche, hochentwickelte Rasse, die infolge ihrer weitreichenden technologischen Errungenschaften träge und sogar steril geworden ist. Neben Adam Strange – der einen speziellen interplanetaren Lasterstrahl namens Zeta-Beam nutzt, um von der Erde nach Rann zu reisen – gehören zu den wiederkehrenden Bewohnern von Rann der Wissenschaftler Sardath, die schöne Alanna und ihre Tochter Alea sowie ein denkender Tornado. Die wilden Gebiete des Planeten werden von saurierähnlichen, riesigen Urzeitwesen bewohnt, der Planet selbst wird in einigen Geschichten mit Hilfe des sogenannten Omega-Strahls in andere Planetensysteme transportiert, was unter anderem zu kriegerischen Verwicklungen mit den Bewohnern des Planeten Thanagar führt.

- Tamaran: Tamaran ist ein Planet, der von einer menschenähnlichen, goldgelbhäutigen Rasse mit leicht wildkatzenhaften Zügen, die sich als Tamaraner (englisch Tamaraneans) bezeichnet, bevölkert wird. Der Planet wurde erstmals in den 1980er Jahren von Autor Marv Wolfman und Zeichner George Peréz in der Serie Teen Titans vorgestellt. Dort erscheint er als ein futuristischer Planet, der mit künstlichen Mitteln zu einer tropischen Paradieswelt gemacht worden ist. Tamran, das von mehreren – sich zum Teil bekriegenden – Herrscherfamilien regiert wird, wird schließlich im Zuge eines Bürgerkrieges zerstört. Die überlebenden Tarmaraner besiedeln in späteren Comics einen neuen Planeten namens Karna als Tarmaran II. Die Religion der Einheimischen huldigt einer Göttin namens X'Hal. Die Bewohner werden größtenteils als sehr temperamentvolle, emotionsgesteuerte und kriegerische Wesen dargestellt. Zu den bekannten Bewohnern zählt Koriand'r, genannt Starfire, eine ehemalige Prinzessin von Tarmaran und eine der Hauptfiguren der Titans-Comics, sowie ihre Schwester Komand'r oder Blackfire, die ihre Familie im Bürgerkrieg an die feindliche Dynastie der Citadel verrät und so deren Niederlage herbeiführt, sowie ihre Eltern Myand'r und Luand'r und ihr Bruder Ryand'r.

- Thanagar: Herkunftsplanet von Hawkman.

### Auf der Erde
- Bathöhle (englisch Batcave): Natürliche Höhle unter dem Wayne-Anwesen in Gotham City, in der Batman seine Ausrüstung lagert und seine Planungen erstellt.

- Blüdhaven: Die Stadt Blüdhaven war über Jahre hinweg der Schauplatz der Serien Nightwing, Robin und Batgirl. Die Stadt wurde erstmals in US-Nightwing #1 von 1996 von Autor Chuck Dixon und Zeichner Scot MacDaniel vorgestellt. Sie liegt an der Ostküste der USA des DC-Universums, nördlich von Gotham City. In seiner Situation als „vergessene Stadt“ im Schatten einer Weltmetropole (Gotham) weist Blüdhaven Ähnlichkeit mit realen amerikanischen Städten wie Newark, Atlantic City, Camden und Gary auf, die im Schatten ihrer bedeutenden Nachbarn stehen. Die geographische Lage, die Blüdhaven in den Comics einnimmt, entspricht in etwa der der realen Städte Brigantine Island oder Atlantic City. In der Nightwing-Serie wird die Stadt in der Mitte der fiktiven Bezirke Haven und Avalon verortet. Als Wurzeln der Stadt wird eine alte Walfängersiedlung angegeben. In den Robin-, Batgirl- und Nightwinggeschichten, die in Blüdhaven spielen, wird sie als Hochburg der Kriminalität und Korruption dargestellt. Als Erklärung wird dabei die desolate wirtschaftliche Situation der Stadt angegeben, die sich aus dem gescheiterten Versuch der Stadtoberen ergeben habe, zu einem Herstellungs- und Verschiffungszentrum zu werden. Die Nightwing Comics in Blüdhaven handeln dementsprechend von den Anstrengungen Nightwings, das kriminelle Kartell des Schurken Blockbuster, das Blüdhaven beherrscht, zu zerschlagen. Nachdem die ersten 100 Ausgaben der Nightwing-Serie von Nightwings langwierigen Privatkrieg gegen Blockbusters Organisation handeln, findet dieser Handlungsknoten schließlich mit dem Tod Blockbusters ein Ende. Nightwing, der an diesem nicht ganz unschuldig ist, verlässt die Stadt daraufhin, um anderswo mit seinem Gewissen ins Reine zu kommen. Um die „Lücke“ seines Weggangs zu schließen, übernehmen danach zeitweise die Titelhelden der Serien Batgirl und Robin den Schutz der Stadt. Noch später wird Blüdhaven durch die terroristische Organisation Secret Society of Super Villains verwüstet (US-Infinite Crisis #4), die das aus hochgiftigen Chemikalien bestehende Monstrum Chemo über ihr abwirft, wobei mehr als 100.000 Menschen sterben. Blüdhaven, nun nichts weiter als eine giftverseuchte Ruinenstadt, wird daraufhin von der US-Regierung als „Gefahr für die allgemeine Gesundheit“ zum Notstandsgebiet erklärt und mit einem Sperrgürtel umgeben. Superman reagiert darauf, indem er Chemo ins Weltall schleudert, andere Helden bergen Überlebende und evakuieren die Stadt, bevor diese als Kriegsgebiet zum Schauplatz langer Machtkämpfe unterschiedlichster Parteien wird (Baron Black Lord, Titans, Freedom Fighters, Nuclear Family, Atomic Knights). Captain Atom setzt diesem Zustand schließlich ein Ende, indem er die Stadt mit einer Kernexplosion ausradiert. Von Blüdhaven bleibt nichts außer einem großen radioaktiven Krater.

- Blue Valley: Blue Valley ist eine Kleinstadt im US-Bundesstaat Nebraska[3] des DC-Universums. Die Stadt war verschiedentlich Schauplatz von Geschichten der Serien The Flash und Stars and S.T.R.I.P.E.S. Sie geht ursprünglich auf den Autor John Broome und den Zeichner Carmine Infantino zurück, die Blue Valley im Dezember 1959 in dem Heft US-The Flash #110 erstmals verwendeten. In diesem Heft wird die Stadt als Heimat von Wally West, dem Neffen von Linda West, der Verlobten von Barry Allen, der in seiner zweiten Identität als Superheld Flash der Titelheld der Serie ist, vorgestellt. West wird durch einen Unfall bald darauf zu Flashs Juniorpartner Kid Flash und verlässt daraufhin Blue Valley, um seinem Mentor bei seinen Einsätzen in Central City beizustehen. Zu den weiteren Bewohnern zählen Courtney Withmore und Douglas Whitmore alias Stargirl und S.T.R.I.P.E.

- Central City: Central City ist eine Stadt in den Vereinigten Staaten des DC-Universums. Während sie in den 1970ern in Ohio verortet wurde, wurden später u. a. Florida (US-The Flash #2 von 1987) und Missouri als Standorte angegeben. Central City war der Hauptschauplatz der Comics um den Superhelden The Flash in den 1950er bis 1980er Jahren. Erstmals vorgestellt wurde die Stadt von Autor Gardner Fox und Zeichner Murphy Anderson in dem Comicheft US-Showcase #4 vom September/Oktober 1956. In US-The Flash (Vol. 2) #2 wird die Bevölkerungszahl auf 290.000 beziffert. Der Atlas of the DC Universe (1990) zählt indessen 750.000 Einwohner. Die Stadt zerfällt in je eine obere und untere East und West side sowie die Downtown. Wiederkehrende Schauplätze innerhalb der Stadt sind das Flash-Museum sowie die Räumlichkeiten der Picture News. Central Citys Zwillingsstadt ist Keystone City. In der Serie The Flash zählt die Stadt ca. 14 Mio. Einwohner.

- Coast City: Coast City ist eine Stadt an der Westküste der Vereinigten Staaten des DC-Universums. Die Stadt ist seit den 1950er Jahren – mit Unterbrechungen – der Hauptschauplatz der Comicserien über den Superhelden Green Lantern (alias Hal Jordan). Die Lage an der kalifornischen Küste schwankte dabei im Laufe der Jahrzehnte ständig: Mal nahm Coast City den Raum ein, an dem sich in der Realität Los Angeles befindet, mal den von San Diego und mal zwischen San Francisco und dem fiktiven Star City.[4] In jüngerer Zeit wird es nördlich von San Francisco verortet. Die Stadt wird erstmals in US-Showcase #22 vom September/Oktober 1959 genannt (Autor: John Broome). Zu den markanten Örtlichkeiten der Stadt zählt das Gelände von Ferris Aircraft, eines Unternehmens, das sich auf die Entwicklung und den Bau von Flugzeugen spezialisiert hat und für das der Titelheld Green Lantern in seiner Geheimidentität als Testpilot Hal Jordan tätig ist. Weitere Mitarbeiter der Ferris-Werke sind die Managerin Carrol Ferris und der Mechaniker Thomas Kalmaku. In der Geschichte Herrschaft der Supermen von 1993 wird die Stadt von dem Außerirdischen Mongul zerstört, der sie erst dem Erdboden gleichmacht und danach auf ihren Trümmern die sogenannte Engine City errichtet. Engine City soll ihm dabei als Keimzelle für die Transformation der Erde in eine riesige metallene Kampfstation (Kriegswelt) dienen. Danach ist das Ruinenfeld zeitweise eine Gedenkstätte zur Erinnerung an die 7 Millionen Toten des Angriffs und dann zeitweise „Parkplatz“ der fliegenden Stadt Haven. Später (in den Green Lantern Comics von 2005) wird die Stadt durch die Magie des Spectres in ihren Grundzügen wieder errichtet und im Auftrag des (fiktiven) US-Präsidenten Jonathan Vincent Horne neu besiedelt. Jordan arbeitet nun als Testpilot auf der Militärbasis außerhalb der Stadt. Aufgrund des Mutes der neuen Bewohner der neuen Coast City, die sich trotz des grausamen Schicksals der Bewohner ihrer Vorgängerstadt bereitgefunden haben, dort zu leben, wird die Stadt auch „The City Without Fear“ genannt.

- Fawcett City: Fawcett City ist die Stadt, in der die Abenteuer des magischen Superhelden Captain Marvel spielen. Sie befindet sich im Mittleren Westen der Vereinigten Staaten des DC-Universums,[5] entweder im US-Bundesstaat Wisconsin,[6] oder in Indiana. Die Stadt ist nach dem Verlag Fawcett Comics benannt, bei dem die Captain-Marvel-Geschichten erschienen, bevor DC die Rechte an der Figur übernahm. Das Stadtbild (Gebäude, Autos etc.) und die gesamte Atmosphäre der Stadt wirken auffällig altmodisch. Dies wird innerhalb der Comics mit einem Zauberspruch des Magiers Ibis erklärt, der die Stadt in den 50ern mit einem Spruch belegt habe, der sie in der Ästhetik der Zeit festfriere. Obwohl der Bann, der Fawcett vor dem Eindringen der Gefahren der Außenwelt schützen sollte, schließlich gebrochen werden kann (US-Power of Shazam #11), modernisiert sich die im Stil des Art déco gehaltene Stadt nur sehr langsam. Zu den wichtigsten Gebäuden der Stadt, die für ihre unvorhersehbare Gewitteraktivität berühmt ist (bei denen es allerdings meist nur zu Donnergrollen und Blitzeinschlägen kommt, ohne dass es regnet), zählt der Radiosender Whiz, für den Captain Marvels Alter Ego Billy Batson arbeitet.

- Festung der Einsamkeit (englisch Fortress of Solitude): Kryptonischer Rückzugsort von Superman auf der Erde, meist in der Arktis (teils auch in der Antarktis oder den Anden) lokalisiert.

- Gateway City: Ort in Kalifornien, in dem einst Wonder Woman und The Spectre beheimatet waren.

- Gotham City: Eine Stadt an der Nordostküste der Vereinigten Staaten des DCU. Gotham City ist der Hauptschauplatz der Abenteuer von Batman sowie von einigen anderen Serien wie Azrael, The Demon, Hitman, Robin, Batwoman oder Zatanna.

- Happy Harbor: Happy Harbor ist eine Stadt im US-Bundesstaat Rhode Island der Vereinigten Staaten des DC-Universums. Happy Harbor war über Jahre hinweg einer der Hauptschauplätze der Comicserie Justice League of America sowie später der Serie Young Justice. Die Stadt wurde in US-The Brave an the Bold #28 vorgestellt, in dem die Justice League eine Höhle, die sich außerhalb der Stadt, in einer aus Bergen und Klippen bestehenden Landschaft in unmittelbarer Küstennähe, als Hauptquartier bezieht. Dieses Hauptquartier (Justice Mountain oder auch Secret Sanctuary) dient der Liga in den folgenden Jahren als Planungszentrum und Ausgangspunkt für ihre Operationen. Später dient die Höhle dem Zeitreisenden Hourman als Refugium, und noch später der Young Justice, einem Team aus jugendlichen Superhelden, als Klubhaus bzw. Hauptquartier. Der Martian Manhunter, ein Mitglied der JLA, errichtet in einer Geschichte von 2005, zum Andenken an die verstorbenen Mitglieder der Liga, ein die Toten darstellendes, aus Felsgestein gefertigtes Denkmal oberhalb des Berges, in dem sich das alte Höhlenversteck der Liga befindet. Der Magier Mxyzptlk „beschenkt“ bei einem Besuch in Happy Harbour (US-Young Justice #3) die Stadt mit einem Freizeitpark, dessen „Leitthema“ er, Mxyzptlk, ist. Zu den bekannten Bewohnern von Happy Harbor zählt der junge Snapper Carr, das langjährige Maskottchen der Justice League.

- Hub City: Heimat von Question (Vic Sage) und Blue Beetle (Dan Garrett).

- Ivy Town: Ivy Town ist eine Universitätsstadt in den Vereinigten Staaten des DC-Universums. Die Stadt ist seit den 1960er Jahren (mit Unterbrechungen) der Schauplatz der Geschichten um den Miniatursuperhelden The Atom. Ivy Town wurde vom Autor Gardner Fox und dem Zeichner Gil Kane geschaffen, die die Universitätsstadt – deren Name eine Anspielung auf die elitären Ostküstenuniversitäten der sogenannten „Ivy League“ ist – erstmals 1961 als Handlungsort einsetzten. In den ersten Jahren der Comics über Atom wurde es als Handlungsprämisse etabliert, dass Ray Palmer, das Alter Ego von Atom, als Professor an der Physikalischen Fakultät der Universität von Ivy Town tätig ist. Der Titelheld der neuen Atom-Comics ist indessen ein Student in der Stadt. In den 1970er Jahren wurde die Stadt im US-Bundesstaat Connecticut verortet, in den 1980ern in der Region der Finger Lakes im Süden von New York. Als Ivy Towns Nachbarstadt wurde zu dieser Zeit die Stadt Calvin City im Norden von Pennsylvania vorgestellt, in der Al Pratt (Atom I), der Held der Atom-Comics der 1940er lebt.

- Keystone City: Keystone City ist der Schauplatz der Geschichten um den Superhelden Flash. Die Stadt wurde erstmals in den 1940er Jahren vorgestellt und war bis in die frühen 1950er der Handlungsort der Geschichten um den ersten Flash-Charakter (Jay Garrick). Nachdem die Geschichten um den zweiten Flash, Barry Allan, in den 1950er bis 1980er Jahren in Central City angesiedelt waren, ist Keystone City seit den 1980er Jahren wiederum als Heimat von Flash III, Wally West, Schauplatz der Flash Comics. Die Stadt, die den Spitznamen „the blue collar capital of the United States“ führt, wird meistens in Pennsylvania, Kansas (US-The Flash #188, 2002) oder Ohio (US-JSA #16, 2000) verortet. Manchmal ist auch von einem Keystone State die Rede. Die Stadt ist über eine Brücke mit ihrer Nachbarstadt Central City verbunden, die am gegenüberliegenden Ufer eines Flusses liegt. Außerhalb der Stadt liegt das Gefängnis Iron Heights, in dem die meisten Gegner des Flashs nach ihrer Ergreifung verwahrt werden. Die Stadt selbst beheimatet den Fernsehsender WKEY-TV, für den Linda Park, die Verlobte von Wally West, arbeitet, sowie Unternehmen der Schwerindustrie und die Wilson High School.

- Leesburg: Eine Kleinstadt im Mittleren Westen der Vereinigten Staaten des DCU. Leesburg war der Hauptschauplatz der Supergirl-Serie der Jahre 1996 bis 2003.

- Metropolis: Der Schauplatz der meisten Abenteuer von Superman. Auch Lex Luthor und weitere Figuren der Superman-Comics leben hier.

- Midway City: Midway City ist eine Stadt im Mittleren Westen der Vereinigten Staaten des DCU. Midway war in den 1940er bis 1980er Jahren der Schauplatz der Serien Hawkman und Hawkgirl. Die Stadt basiert lose auf der realen Stadt Chicago, das innerhalb des DCU jedoch auch als eine eigenständige, von Midway verschiedene, Stadt existiert. Bob Rozakis verortete Midway in US-Detective Comics #470 vom Juni 1977 im US-Bundesstaat Michigan in der Nähe von Sault Ste. Marie. In anderen Publikationen wurde dieser Status indessen revidiert. Später wurde unter anderem Illinois als Schauplatz der Stadt angegeben.

- Nanda Parbat: Versteckt im Himalaya liegender Ort (Ersterwähnung in US-Strange Adventures #205, Oktober 1967; benannt nach Nanga Parbat, einem Achttausender im Westhimalaya). Nanda Parbat wird in verschiedenen Geschichten erwähnt, u. a. in der TV-Serie Arrow; dort ist der Ort die Heimat von Ra’s al Ghul.

- Opal City: Opal City ist die Heimatstadt des Helden Starman. Der erste Starman war Mitglied der Justice Society of America (JSA). Es gibt mehrere Inkarnationen von Starman, auch als weibliche Version Stargirl, welche aktives Mitglied der JSA ist.

- Smallville: Eine Kleinstadt im US-Bundesstaat Kansas der Vereinigten Staaten des DC-Universums. Smallville ist die Stadt, in der Clark Kent (Superman) seine Jugend verbringt.

- Star City: Star City ist seit den 1950er Jahren der Schauplatz der Abenteuer von Green Arrow und Black Canary. In den neuesten Comics wird die Stadt an der Küste im nördlichen Kalifornien des DC-Universums verortet. In älteren Heften wurde sie an den Großen Seen (1960er[7]) und am Massachusetts Bay (70er und 80er), selten auch in Connecticut, lokalisiert. Die Stadt besteht dem Kanon des DC-Comics nach seit knapp 200 Jahren, ist eine Hochburg bohemer Künstler und verfügt über einen Hafen. In einer Geschichte von 2007 wird Star City von den Kriminellen Merlyn und Doctor Light bei einem Sprengstoffanschlag zu einem Drittel zerstört („Amsterdam Avenue Disaster“). Bald danach übernimmt Oliver Queen (Green Arrow) das Amt des Bürgermeisters. Zu den früheren Bürgermeistern zählt Thomas „Steelclaw“ Bolt. Nachbarstädte sind Triangle und Lamb Valley. Wiederkehrende Stadtbezirke sind das South End, die Glades, die Adams Höhen (Adams Height) und die Orchid Bay, zu den wiederkehrenden Einrichtungen zählen das Grell Museum und das Papp Stadium. Die Einwohnerzahl wird auf 5 Millionen beziffert.[8] In der für den Sender The CW produzierten Actionserie Arrow heißt die Stadt zunächst Starling City, ab der vierten Staffel wird sie dann Star City genannt.

- St. Roch: St. Roch ist eine Stadt, die sich im US-Bundesstaat Louisiana der Vereinigten Staaten des DC-Universums befindet. Die Stadt ist Schauplatz der jüngeren Comics über Hawkman und Hawkgirl. Sie ist der realen Stadt New Orleans nachempfunden, innerhalb der Comics existieren aber beide Städte gesondert nebeneinander, St. Roch ist dort allerdings Teil der Orleans Parish. Ein wichtiger Handlungsort innerhalb der Stadt ist das Stonechat House, ein Museum, das von Carter Hall (Hawkman) geführt wird und in dem er Erinnerungsstücke aus allen seinen früheren Leben (er wird den Comics zufolge nach seinem immer wiederkehrenden Tod als andere Person reinkarniert) verwahrt.

### Andere Dimensionen
- Bizarro World (dt. Bizarro-Welt): Bizarro World ist eine skurrile Welt in einer anderen Dimension, in der die Bizarro-Wesen angesiedelt wurden. Das wohl bekannteste und zugleich erste dieser Wesen ist der Bizarro-Superman.

- Fünfte Dimension, auch Zrfff: Herkunftsdimension des Superman-Gegners Mr. Mxyzptlk.

- Gemworld: Herkunftswelt der Prinzessin Amethyst.

- Phantomzone: Verbannungsort für kryptonische Verbrecher.

- Vanishing Point (dt. Nullpunkt): Operationsbasis der Linear Men, ein Ort außerhalb des Zeitstroms.

## Figuren
Das DC-Universum beherbergt eine unübersehbar große Anzahl an Figuren, Gruppierungen und Organisationen. Einige davon sind in den folgenden Hauptartikeln zusammengefasst:
- Figuren aus dem DC-Universum
- Figuren in den New Gods Comics
- Figuren in der Sandman-Serie
- Nebenfiguren im Superman-Universum
- Schurken im Batman-Universum
- Schurken im Superman-Universum

Darüber hinaus sind in den Artikeln zu einzelnen Charakteren und Comic-Serien dort auftretende Nebenfiguren aufgeführt (siehe hierzu: Kategorie:DC Comics).

## Gegenstände
Einige Gegenstände spielen eine besondere Rolle und tauchen häufig auf bzw. sind bei den Lesern der Comics besonders beliebt (Auflistung nicht vollständig):
- Amazonium: Dieses Metall befindet sich nur auf der Heimatinsel Themiskyra der Amazonen und wird für eine extrem widerstandsfähige und leichte Rüstung verwendet. Die Armbänder von Wonder Woman bestehen aus einer Amazonium-Legierung.
- Batarang: Dem Bumerang nachempfundene Wurfwaffe Batmans und einem Teil seiner Verbündeter, häufig in Form des Batman-Logos.
- Batmobil: Das Batmobil ist ein Fahrzeug von Batman, es hatte im Laufe der Zeit in Comics und Filmen unterschiedliches Aussehen. Zudem gibt es für verschiedene Einsätze unterschiedliche Fahrzeuge.
- Kosmische Tretmühle: Von Flash (Barry Allen) entwickeltes Gerät, das es ihm und später auch seinem Neffen Wally West erlaubte, Zeit- und Dimensionsreisen zu unternehmen.
- Kryptonit: Dieses Gestein spielt in den Geschichten über Superman und andere Kryptonier (vor allem auch Supergirl und Superboy) eine bedeutende Rolle. Es entstand bei der Verschmelzung von Elementen im Kern des Planeten Krypton, wurde während dessen Explosion ins All geschleudert und ist radioaktiv.
- Trickpfeile: Pfeilvariationen, die Green Arrow (Oliver Queen) der Situation angepasst benutzen konnte. So hatte er neben dem normalen Kampfpfeil, den Enterhakenpfeil, den Netzpfeil, den Tränengaspfeil oder den Boxhandschuhpfeil.

### Artefakte
Im Crossover JLA/Die Rächer werden von den Helden zwölf Objekte der Macht, je sechs aus dem DC- und dem Marvel-Universum, benötigt, um beide Universen zu retten. Die Artefakte, die auch oft in anderen DC-Comics auftauchen, sind dabei:
- Zu einem Objekt zusammengefasst die grüne Glocke von Uthool, das silberne Rad von Nyorlath und der rote Krug von Calythos. Sie debütierten in US-JLA #10 (März 1962) und sind in der Lage, die drei Dämonen und Brüder Abnegazar, Rath und Ghast (gemeinsam die Demons Three) heraufzubeschwören.
- Das magische Buch der Ewigkeit stammt ursprünglich aus der US-Serie The Demon und gehörte einst dem Zauberer Merlin. Es enthält jeden Zauberspruch, den es je gab und befindet sich im Besitz der türkischen Heldin Janissary. Dieses Buch ist nicht zu verwechseln mit dem Buch, das Destiny an seinem Handgelenk festgekettet trägt.
- Die Medusa-Maske befindet sich im Besitz des Schurken namens Psycho-Pirat und verleiht ihm die Fähigkeit, die Emotionen anderer Menschen zu manipulieren.
- Ras Sphäre verwandelte den Forscher Rex Mason in das Wesen namens Metamorpho und war in der Folgezeit in der Lage, diesen zu schwächen. Die Sphäre befindet sich im Besitz von Metamorphos Erzfeind Simon Stagg.
- Der Speer des Schicksals wurde der Legende nach vom römischen Hauptmann Longinus benutzt, um den am Kreuz hängenden Jesus Christus in die Seite zu stechen, wodurch der Speer enorme mystische Macht erlangt haben soll. Der Speer gelangte in den Besitz von Adolf Hitler, der damit den europäischen Kriegsschauplatz im Zweiten Weltkrieg vor Zugriffen der US-amerikanischen Superhelden abschirmte. Während des Jüngsten Gerichts sollte der Speer gegen den Spectre eingesetzt werden, der sich jedoch mit Hal Jordan verbunden hatte und den Speer ins Weltall schleuderte.
- Die Energie-Batterie ist die Energiequelle der Green Lanterns und wird von ihnen benutzt, um ihre Ringe wieder aufzuladen. Ihre Macht beziehen die Batterien aus der von den Wächtern des Universums auf dem Planeten Oa geschaffenen Zentralbatterie, mit der sie verbunden sind.